# Ditshwanelo
Ditshwanelo (traduïble com "drets" en tswana), o Centre de Drets Humans de Botswana, és una organització de drets humans fundada en 1993 a Botswana. El seu objectiu és millorar els drets humans mitjançant l'educació i la governança. El grup ha fet campanya contra la pena capital i a favor dels drets del col·lectiu LGBT. Pel seu defensa ha rebut premis internacionals de la Commission nationale consultative donis droits de l'homme i d'OutRight Action International.
Va fer campanya per la legalització de l'homosexualitat al país en 1995 i va organitzar una taula rodona en 1998. En 2003, es va oposar sense èxit als plans de criminalitzar les pràctiques sexuals de les lesbianes. LEGABIBO (Lesbianes, Gais i Bisexuals de Botswana) es va formar com una xarxa secundada per Ditshwanelo i utilitza les oficines de Ditshwanelo. El patró de Ditshwanelo és l'arquebisbe emèrit d'Àfrica Central, Walter Khotso Makhulu. Quan els crítics li van preguntar per què l'Església feia costat a un grup que promovia els drets del col·lectiu LGBT, Makhulu va declarar: "Sí, la Bíblia diu que s'oposa [a l'homosexualitat]. Però va ser escrita en el seu moment i en la seva època".